# Pedro Leme
Pedro Leme (1560/70, São Vicente - após 1640) foi um bandeirante paulista dos séculos XVI e XVII. Com base em seu testamento, diz-se que era homem nobre e de governança. Casou duas vezes, a primeira com Helena do Prado, e a segunda com Maria de Oliveira. Com a primeira esposa gerou vários filhos, chamados: Lucrécia Leme; Brás Esteves Leme; Mateus Leme do Prado; Pedro Leme do Prado; Domingos Leme da Silva; Aleixo; João Leme do Prado; Helena do Prado e Filipa do Prado. Com a segunda, apenas Maria de Oliveira. Esteve na bandeira que saiu em agosto de 1602, sob liderança de Nicolau Barreto, e na companhia de Afonso Sardinha, Francisco de Alvarenga Manuel Preto e Simão Borges Cerqueira.